# 裏切り鬼軍曹
裏切り鬼軍曹（うらぎりおにぐんそう、Sergeant Ryker) は、1968年に公開された戦争ドラマ映画で、1963年に放映されたテレビシリーズの2部構成からなる"The Case Against Paul Ryker"を映画化したものである。
バズ・キューリックが監督を務め、リー・マーヴィンとブラッドフォード・ディルマンらが出演した。

## あらすじ
朝鮮戦争期間中、米軍のライカー軍曹は、潜入先の共産軍の基地から帰還してきたところをスパイの容疑で逮捕される。彼は抗議するものの、命令を出したチェンバース大佐はすでに亡くなっていたうえ、脱走の疑いがもたらされていた。
軍事裁判にかけられ、ライカーには絞首刑が言い渡されたものの、検事役のヤング大尉は弁護人による弁護がいいかげんだと指摘し、これがきっかけでライカーの妻・アンから夫の救出を頼まれる。
まずヤングはチェンバースの遺留品を調べるものの手掛かりを得られず、次いでウィンクラー曹長の協力を得てチェンバースが眠っているはずの棺を調べたところ、中身は空だった。おかしいと思ったヤングはベイリー将軍にライカーの処刑の延期および再審を依頼する。
そして、再審が始まり、検事のウィテイカー少佐が連れてきた証人たちから、ライカーが敵地で共産軍の将校の服装をしていたことや、ライカーと共産軍の将軍との関係が暴かれる。さらに、証人台に立ったライカーは正気を失い、裁判や祖国に対する暴言を吐き続けたため、裁判はさらに不利になる。だが、証人台に立ったウィンクラーの口から、チェンバースが記録を取らずに部下に極秘の命令を与えることが多かったことが語られる。加えて、ウィンクラーの手帳から、メリアム大佐の女がスパイだったことが判明する。
かくして、ライカーは無罪となった。

## キャスト
| 役名                 | 俳優                         | 日本語吹替                                              |
| 役名                 | 俳優                         | NET版                                                   |
| -------------------- | ---------------------------- | ------------------------------------------------------- |
| ヤング大尉           | ブラッドフォード・ディルマン | 羽佐間道夫                                              |
| ウィテカー少佐       | ピーター・グレイブス         | 小林修                                                  |
| アン                 | ヴェラ・マイルズ             | 里見京子                                                |
| ベイリー             | ロイド・ノーラン             | 大木民夫                                                |
| アップルトン         | マーレイ・ハミルトン         | 千葉耕市                                                |
| ウィンクラー軍曹     | ノーマン・フェル             | 加茂喜久                                                |
| ライカ―軍曹          | リー・マーヴィン             | 若山弦蔵                                                |
| メリアム大佐         | ウォルター・ブルック         | 水島晋                                                  |
| 裁判長               | フランシス・デサレス         | 塩見竜介                                                |
| 法務官               | チャールズ・エイドマン       | 細井重之                                                |
| 以下はノンクレジット |                              |                                                         |
| マクナイト           | ジョージN・ニュース          | 村松康雄                                                |
| 不明 その他          | N/A                          | 西田昭市 筈見純 千田光男 加藤修 花形恵子                |
| 日本語版スタッフ     |                              |                                                         |
| 演出                 | 演出                         | 高桑慎一郎                                              |
| 翻訳                 | 翻訳                         | 山田実                                                  |
| 効果                 | 効果                         | サウンドハーモニー                                      |
| 調整                 | 調整                         | 山田太平                                                |
| 制作                 | 制作                         | グロービジョン                                          |
| 解説                 | 解説                         | 増田貴光                                                |
| 初回放送             | 初回放送                     | 1973年3月24日 『土曜映画劇場』 21:00-22:25 正味68秒47秒 |